# Abdel-Ilah Benkiran
Pour les articles homonymes, voir Benkiran et Benkirane.
Abdel-Ilah Benkiran (généralement orthographié Abdelilah Benkirane dans les médias francophones ; en arabe : عبد الاله بنكيران; en tifinagh : ⴰⴱⴷⴻⵏⴰⵣⵉⵣ ⴱⴻⵏⴽⵉⵔⴰⵏⴻ), né le 2 avril 1954 à Rabat, est un entrepreneur, universitaire et homme d'État marocain, membre du Parti de la justice et du développement. Il est chef du gouvernement du 29 novembre 2011 au 5 avril 2017.

## Biographie

### Origines et études
Il est né en 1954 à Rabat au sein d’une famille nombreuse.  
A 16 ans, il devient orphelin de son père, et poursuit ses études au sein du lycée des orangers à Rabat.  
Après avoir obtenu son baccalauréat en 1972, il intègre l’École Mohammadia d'Ingénieurs (EMI) d’où il a été renvoyé car il n’a pas pu obtenir le niveau requis pour passer à la deuxième année de l’EMI. Puis il obtient une licence en physique à l’université Mohamed V à Rabat.  
Au cours de sa troisième année universitaire à Rabat, il est contraint de quitter l’université  car il est envoyé en prison .   
En 1979, il devient professeur de physique assistant à l’École Normale Supérieure d'Enseignement Technique de Rabat.  Par la suite, il se lance dans les affaires et entreprend l'ouverture d'une école primaire privée à Salé.  

### Débuts en politique

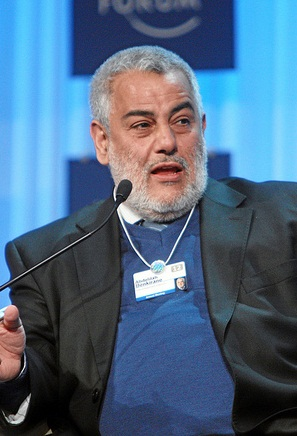
Abdel-Ilah Benkiran au forum de Davos, le 28 janvier 2012.

Abdel-Ilah Benkiran adhère à la Chabiba Islamiya en 1976, à la suite de sa lecture d'un livre de Sayed Qotb Mâalim Fi Al Tariq (« Signes de piste »). 
En 1981, il fonde Al Jamaa Al Islamiya qui en 1992 devient officiellement Réforme et Renouveau.
La même année avec quelques camarades de la confrérie, ils essaient de créer un « parti du renouveau national », mais l'autorisation leur est refusée. Ils se tournent alors vers le Parti de l'Istiqlal qui les accepte en son sein mais ils demeurent relégués à un rôle marginal. Par la suite, Abdelilah Benkirane rejoint Abdelkrim Al Khatib au sein de son parti, le Mouvement populaire démocratique constitutionnel (MPDC) et décide de réunir autour de lui une nébuleuse associative islamiste regroupant l'association islamique de Ksar el-Kébir d'Ahmed Raïssouni, l'association Achourouk de Rabat et l'association Addaâwa islamique de Fès (créée en 1976 par un ouléma de  la Quaraouiyine Abdessalam El Harras). L'ensemble prend le nom de la Ligue de l'avenir islamique. Celle-ci rejoint l'association Réforme et Renouveau, qui devient alors le Mouvement de l'unicité et de la réforme (MUR) regroupant plus de 200 associations. 
Ce dernier arrimé au MPDC devient en 1998 le Parti de la justice et du développement.

### Député
Il intègre le parlement comme député de la circonscription de Salé Médina lors des élections législatives de 1997.
Il a été réélu en 2002, en 2007, en 2011 et en  2016.

### Secrétaire général du PJD
Abdel-Ilah Benkiran est élu secrétaire général du PJD le 20 juillet 2008.  Lors du Congrès du parti, il obtient 684 voix contre 495 voix pour son rival Saâdeddine El Othmani.    
El Othmani félicite son adversaire et intègre le Conseil National.    
Abdellilah Benkirane est réélu par les militants le 14 juillet 2012. Il retrouve son poste le 30 octobre 2021.    

### Chef du gouvernement marocain

#### Premier gouvernement
À la tête du PJD, Abdel-Ilah Benkiran remporte les élections législatives du 25 novembre 2011 avec 107 sièges sur 395. Conformément à la Constitution, qui prévoit que le chef du gouvernement (anciennement Premier ministre) est choisi au sein du parti arrivé en tête des élections législatives, le roi Mohammed VI le nomme officiellement chef du gouvernement lors d'une brève audience à Midelt le 29 novembre 2011. 
Abdel-Ilah Benkiran a l'intention de se concerter avec la coalition de la Koutla, qui regroupe l'Istiqlal du premier ministre sortant, Abbas El Fassi, l'Union socialiste des forces populaires (USFP) et le Parti du progrès et du socialisme (PPS), disposant respectivement de 60, 39 et 18 élus, pour former le nouveau gouvernement. Le 4 décembre suivant, l'USFP décline l'offre et décide de ne pas rejoindre le Gouvernement Benkirane, préférant prendre acte de son échec électoral et regagner une crédibilité dans l'opposition. C'est finalement les deux autres partis de la Koutla, Istiqlal et PPS qui rejoignent les rangs de Benkirane, ainsi que le Mouvement populaire, qui détient 32 sièges au Parlement, après avoir quitté l'Alliance pour la démocratie.

#### Deuxième gouvernement
Le 12 mai 2013, le conseil national du parti de l'Istiqlal annonce son retrait de la coalition gouvernementale à la suite d'une réunion extraordinaire tenue à Rabat. Le début de cette crise politique commence en effet en septembre 2012, à la suite de l'élection de Abdelhamid Chabat à la tête du parti, il critique alors publiquement le bilan gouvernemental et appelle au retrait de ses six ministres partisans du gouvernement. 
Le 9 juillet 2013, cinq des six ministres istiqlaliens remettent officiellement leur démission au chef gouvernement, seul Mohamed Louafa refuse de mettre à exécution la décision de retrait du gouvernement prise par son parti et maintient son portefeuille à l'Éducation nationale. 
Le 15 juillet, le parti déclare son passage à l'opposition rendant de facto le gouvernement Benkiran minoritaire.
Le 10 octobre suivant, Abdelillah Benkirane forme son deuxième gouvernement, regroupant des membres du PJD, du RNI, du MP et du PPS.

##### Plaintes des autres partis
Le 16 octobre 2012, l'Union nationale des professions libérales (UNPL) dépose plainte contre le chef du gouvernement auprès de la Cour de cassation, et ce « pour son refus d'entretenir un dialogue avec les représentants des professions libérales, afin de parvenir à une solution qui leur assurera le droit à la couverture médicale et à l'assurance sociale, surtout que la nouvelle constitution a insisté sur le droit des professions libérales à une couverture médicale ».
En 2014, le Parti de l'Istiqlal (PI) dépose une plainte, contre le chef du gouvernement, Abdel-Ilah Benkirane, auprès de la Cour de cassation, pour « diffamation » et « non dénonciation de délit commis ». Le PI demande dans cette plainte l'ouverture d'une enquête sur ce qu'il considère « des accusations gratuites » de la part du chef du gouvernement à l'encontre des dirigeants du parti. La plainte invoque les dispositions de l'article 442 et 444 du code pénal marocain et les articles 40, 45, 46, 47 et 48 du code de la presse pour « atteinte à l'honneur et à la personne, et diffamation ».

#### Bilan et réalisation
Après cinq ans au pouvoir, les principales réalisations du gouvernement Benkirane concernent la réforme de la caisse de compensation en instaurant l'indexation des prix des produits pétroliers et la publication de la liste des bénéficiaires d’agréments de carrières et de transports, ;
Dans le domaine sanitaire et social, l'action gouvernementale a contribué à la baisse du prix de plusieurs médicaments , à la création d'une assurance maladie pour les étudiants du pays et à l'ouverture du capital des cliniques privées aux investisseurs non-médecins .
D'autre part, sous son gouvernement le code pénal a été amendé afin que l'auteur d'un viol ne puisse plus échapper à la prison en épousant sa victime . Enfin le Parlement a également adopté la loi sur la protection des données personnelles et la création d'un organisme avec le pouvoir d'infliger des sanctions , ainsi qu'un projet de loi pour interdire les sacs en plastiques .

#### Élections législatives de 2016 et remplacement
Le PJD sort grand vainqueur des élections législatives du 7 octobre 2016 en obtenant 125 sièges. 
Le 10 octobre, Benkiran est reconduit dans ses fonctions de chef du gouvernement par le roi.
Des négociations durent durent plusieurs semaines avec les mouvances politiques. Les négociations se passent notamment mal entre Abdelilah Benkirane et Aziz Akhanouch. Le 15 mars 2017, après son incapacité à former un gouvernement, il est remplacé par un autre dirigeant du PJD, Saad Eddine El Othmani, par le roi Mohammed VI,.